# 藍美代子
藍 美代子（あい みよこ、旧芸名：純 エリ子（じゅん えりこ）、本名：宮澤 美代子（みやざわ みよこ）、1954年6月20日 - ）は、宮城県石巻市出身の元歌謡曲、現在ジャズの歌手で、パブスナック経営者。

## 来歴

### デビューまで
小学校低学年の頃から声楽、ピアノ、日本舞踊および三味線を習った（仙台市青葉区に本社・本店のある大井時計店（現・大井ジュエリー）のコマーシャルソング（1965年）では、当時小学生とは思えない素晴しい歌唱を披露している）。1970年に日本コロムビアのオーディション番組『全国歌謡コンクール』で優勝。同年に「純エリ子」の芸名で日本コロムビアレコードよりデビュー。デビューシングル『初めての約束/悲しみのバラード』他3枚のシングル盤を発表。NETテレビの子供向け番組『よーい!どん』の歌も歌ったが1972年8月に一旦引退。一時は田舎に帰ることも考えたという。

### 歌謡曲時代
1973年にNET系オーディション番組『スター・オン・ステージ あなたならOK!』で第一回の優勝者となり渡辺プロダクションに所属。同年8月「藍美代子」の芸名で再デビューした。ワーナー・パイオニアよりデビューシングル『ミカンが実る頃/風小僧』を含む7枚のシングル盤、フルアルバム『わたしの四季』、4曲入りミニアルバム『若草の誓い』を発表し、張りのある澄んだ声と優れたテクニックとを駆使した、本格的な歌唱が評価された。
テレビメディアでも、TBSテレビのアニメーション『星の子チョビン』（1974年）のテーマソングを歌い人気を博す。愛媛県青果販売農業協同組合連合会（現えひめ飲料）の『ポンジュースの歌』『愛媛みかんの歌』他TV主題曲CMソングなど多数。ザ・ドリフターズ主演の松竹映画『超能力だよ全員集合!!』（1974年）にも出演。

### フリーの歌手として
1978年に歌手活動の幅を広めるため渡辺プロダクションを退社し単身渡米。1981年に仙台市・国分町でパブスナック「ビーネ (biene)」をオープンさせ、オーナー及び歌手としてコンスタントに活動を続けている。
以前よりライブでは洋楽ポップスも愛好して歌ってきたが、近年ではジャズヴォーカルに傾注し、地元仙台でのジャズライヴに加え、2003年10月から一年間ラジオ石巻（石巻のコミュニティFM局）で洋楽系の音楽番組『Sound of River』のパーソナリティを担当。2004年からはピアノの師でもある嶋津健一が率いるトリオと共に、東京のジャズスポットでもジャズヴォーカリストとして活動、2005年6月20日にはジャズのスタンダードナンバーを歌った30年ぶりの新アルバム『biene』を発売している。
2015年4月28日、丸34年続けた仙台・国分町の「ビーネ (biene)」を閉店し、ライブ活動に力を入れるため東京に拠点を移して、同年8月18日に東京・銀座に同じ店名の店をオープンさせた。
日舞では「藤間いく乃」という藤間流の名取の一人である。

## 主な出演作品

### バラエティ番組
- クイズ!脳ベルSHOW（2020年9月30日 - 10月2日、BSフジ）

## ディスコグラフィ

### シングル
純エリ子名義
1. 初めての約束 c/w 悲しみのバラード　1970年11月、日本コロムビア SAS-1477
2. 恋のチュチュチュ c/w ふたりの星　1971年4月、日本コロムビア SAS-1516
3. バラは贈らないで c/w 帰らないヒト　1971年9月、日本コロムビア SAS-1561
4. サムデイ c/w ともだち　1972年2月、日本コロムビア SAS-1591
5. よーいどん c/w とんでけじゃん　1972年10月25日、日本コロムビア SCS-173

藍美代子名義
1. ミカンが実る頃 c/w 風小僧　1973年8月25日、ワーナー・パイオニア L-1149W
2. 若草の誓い c/w 春風の約束　1974年2月25日、ワーナー・パイオニア L-1171W
3. 星の子チョビン c/w 星のしずくの子守唄　1974年5月25日、ワーナー・パイオニア L-2504P - 他の作品はワーナーブラザーズレーベルだが、この作品のみアニメソングで多く使用していたパイオニアレーベルだった。
4. 手のひらの秋 c/w 夏から来た手紙　1974年8月25日、ワーナー・パイオニア L-1197W
5. あじさいの寺 c/w 思い出がもひとつ 1975年4月10日、ワーナー・パイオニア L-1228W
6. 母 c/w 私の花は開かない　1976年2月、ワーナー・パイオニア L-1300W
7. くもりのち晴れ c/w 南向きの部屋　1976年9月25日、ワーナー・パイオニア L-39W

### アルバム
1. ミカンが実る頃～わたしの四季／藍美代子　1973年12月10日、ワーナー・パイオニア L-6092W
A(1)ミカンが実る頃 (2)風小僧 (3)瀬戸の花嫁 (4)女ひとり (5)折鶴 (6)帰ろかな B(1)悲しみは駆け足でやってくる (2)花とおじさん (3)あなたの心に (4)白い想い出 (5)忘れな草をあなたに (6)見上げてごらん夜の星を
2. 若草の誓い／藍美代子 DELUXE 4 DELUXE　1974年2月25日、ワーナー・パイオニア L-3018W
A(1)若草の誓い (2)折鶴 B(1)ミカンが実る頃 (2)悲しみは駆け足でやってくる
3. 藍美代子／Biene～ビーネ 2005年6月20日、Roving Sprits　BIENE-001
(1)These Foolish Things (2)Lullaby Of Birdland (3)It Might As Well Be Spring (4)Say It (5)The Rose (6)I've Got You Under My Skin (7)But Beautiful (8)I Don't Want To Talk About It (9)Too Marvelous For Words (10)How Do You Keep The Music Playing (11)Someone To Watch Over Me (12)Come Rain Or Come Shine (13)Too Shy To Say

### 復刻盤CD
1. わたしの四季／藍美代子　1997年7月25日、WEAジャパン WPC6-8358
L-6092Wと同一内容
2. ミカンが実る頃 コンプリート・コレクション／藍美代子　2014年4月16日、ウルトラ・ヴァイヴ CDSOL-1564
藍美代子のアルバム、シングルのすべてを網羅

### その他
1. 清酒六花CMソング 六花の唄　（宮沢美代子名義・非売品シートレコード） 頒布時期不詳、T-7447
2. 愛媛みかんの唄 c/w ポンジュースの唄　（非売品シートレコード） 1973年、PRS-1002